# هاينز ستريل
هاينز ستريل (بالألمانية: Heinz Strehl)‏ (مواليد 20 يوليو 1938) هو لاعب كرة قدم. يلعب مع منتخب ألمانيا الغربية لكرة القدم. سبق له أن لعب في كأس العالم لكرة القدم مع منتخب بلاده.

## مسيرته الكروية
لعب هاينز ستريل خلال مسيرته الاحترافية مع نادِ واحدٍ في اثنا عشر موسمًا وسجل خلالها 127 هدف ضمن 261 مباراة. حيث فاز في موسم واحد بالكأس وفي موسمين بالدوري.
خاض هاينز ستريل مسيرته مع نادي نورنبرغ في موسم 1958–59 ليلعب معه اثنا عشر موسمًا، مشاركًا في 261 مباراة سجل خلالها 127 هدف.

## روابط خارجية
- هاينز ستريل على موقع الاتحاد الدولي (مؤرشف)  (الإنجليزية)
- هاينز ستريل على موقع قاعدة بيانات كرة القدم.إي يو (الإنجليزية)
- هاينز ستريل على موقع بيانات كرة القدم. دي إي (الألمانية)
- هاينز ستريل على موقع ناشيونال فوتبول تيمز (الإنجليزية)
- هاينز ستريل على موقع عالم كرة القدم.نت (الإنجليزية)